# Depot (Verkehr)

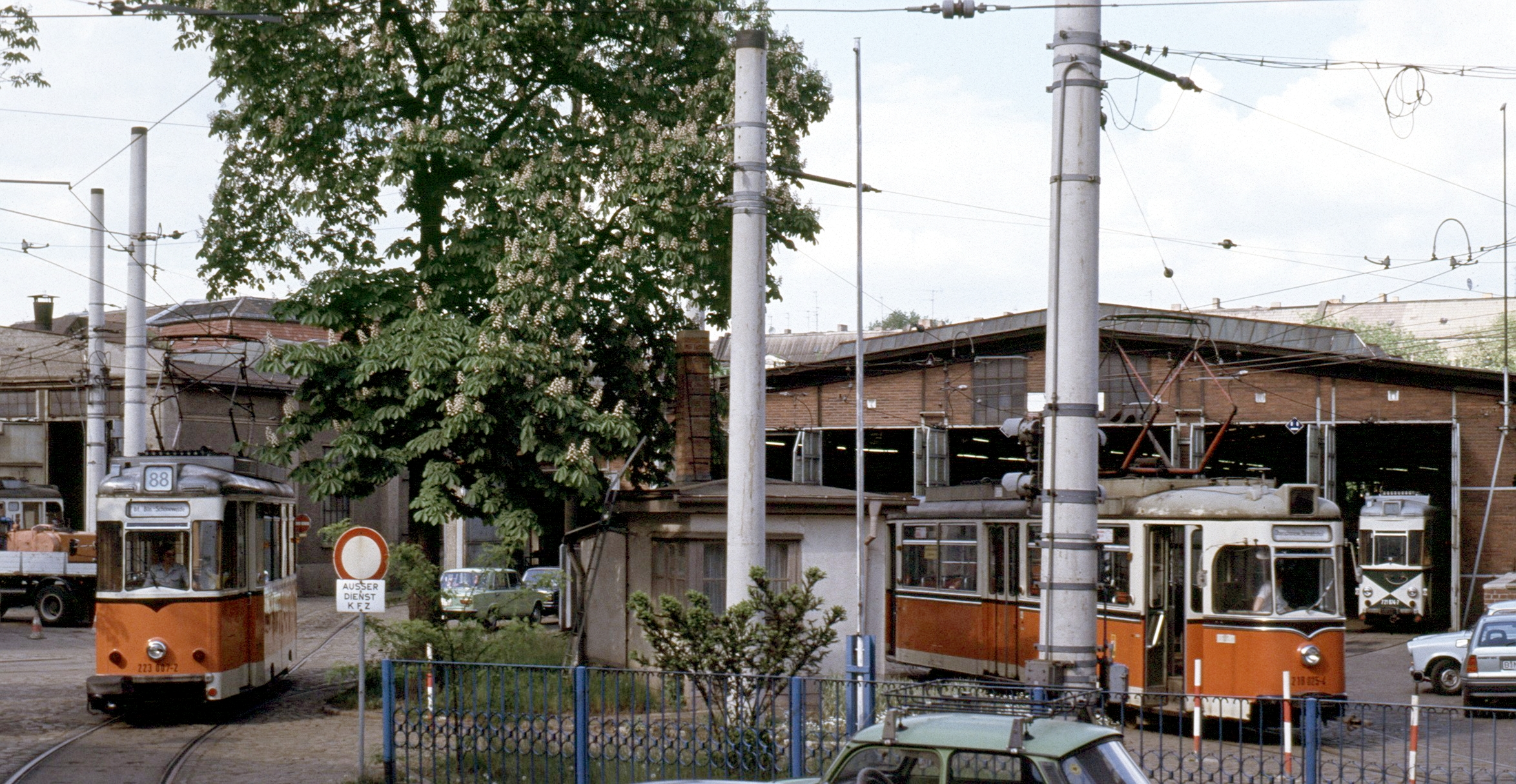
Straßenbahn-Betriebshof Nalepastraße in Berlin, 1991

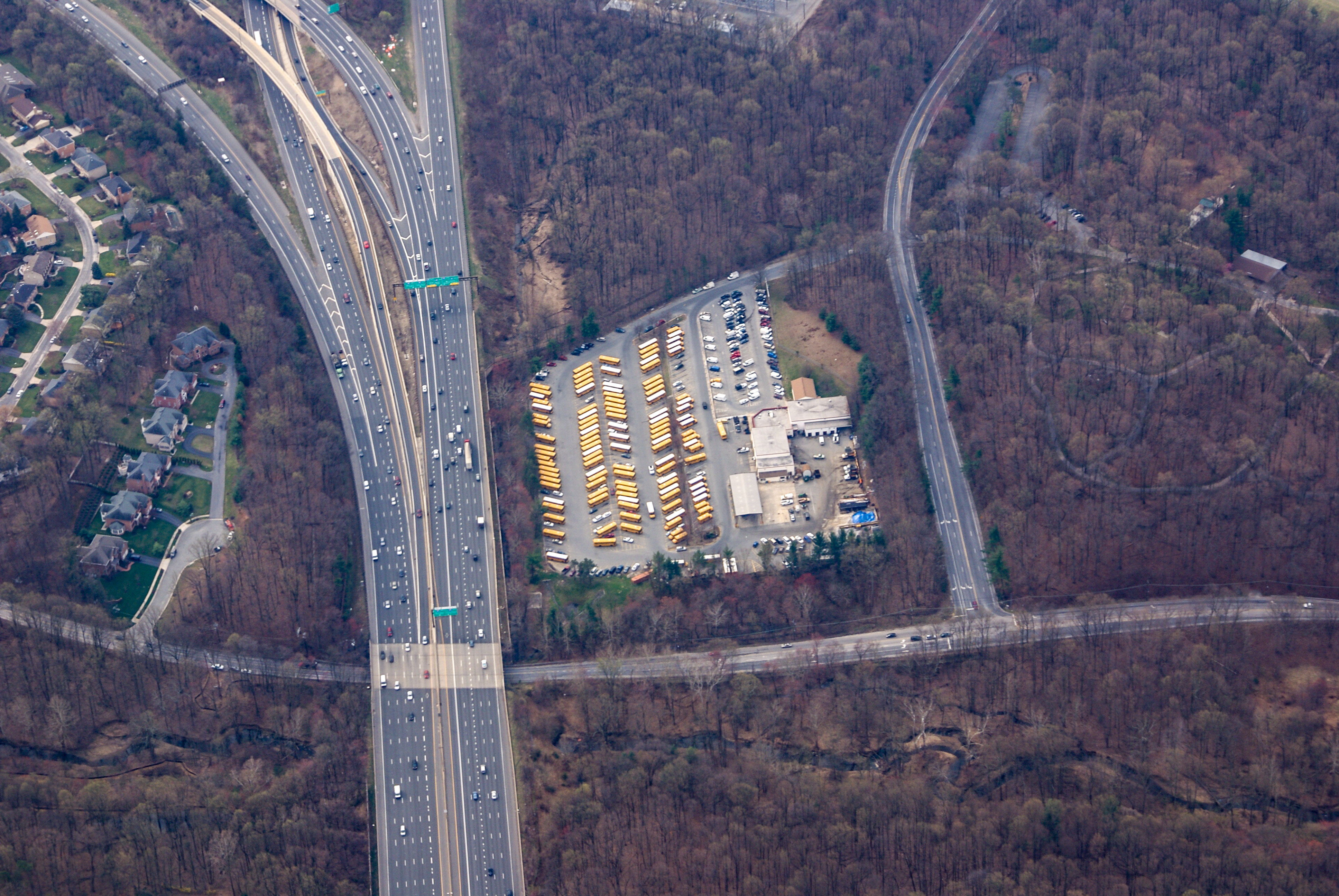
Luftaufnahme eines offenen Schulbusdepots in den USA

Ein Depot (von lateinisch deponere, „niederlegen, abstellen, weglegen“; auch Betriebshof, Wagenhalle oder Abstellhalle) ist eine technische Anlage oder ein Bauwerk, worin Transportmittel geschützt abgestellt werden können. In Österreich und in der Schweiz werden Depots auch als Remise, Lokomotivdepot oder – bei Straßenfahrzeugen – als Garage bezeichnet. 

## Allgemeines
Als Transportmittel kommen Eisenbahn-Fahrzeuge, Straßenbahn-/Stadtbahnwagen, Oberleitungsbusse oder Omnibusse in Betracht. Weitere Alternativbezeichnungen für Straßenbahndepots sind Straßenbahnhof (Strbf), Betriebsbahnhof oder kurz Bahnhof, für Busdepots Busbetriebshof, Busbahnhof oder Bushof. Es gibt bisweilen Depots, in denen unterschiedliche Transportmittel, z. B. Straßenbahnwagen und Omnibusse, gemeinsam untergebracht sind.
Fahrten vom und zum Depot werden Ausfahrt/Einfahrt, Ausrückfahrt/Einrückfahrt, Ausrücker/Einrücker, Ausschieber/Einschieber, Ausziehfahrt/Einziehfahrt, Ausschiebefahrt/Einschiebefahrt oder Einschubfahrt genannt.
Vom Depot erfolgt in der Regel der Einsatz von Fahrzeugen und des Personals gemäß Fahrplan. Kleinere Reparaturen und Wartungen sowie die Reinigung werden dort ebenfalls durchgeführt.

## Ausstattung
Um die genannten Aufgaben zu erfüllen, können Depots aus folgenden Teilen bestehen:
- Abstellanlagen: Abstellbahnhof, Abstellgleis;
- Werkstatt für kleinere Reparaturen, z. B. Stromabnehmerwechsel,
- Waschanlage, auch Außenreinigungsanlage genannt,
- Depotkontrollzentrum zur Steuerung des Verkehrs im Depot,
- Verwaltungs- und Sozialgebäude,
- Lager[3],
- Tankstelle und andere Fahrzeugbehandlungsanlagen,
- evtl. Prüfgleis zum Testen der fahrzeugseitigen Ausrüstung, z. B. der Zugbeeinflussung.

## Arten
Je nach Transportmittel gibt es Bahndepots (Eisenbahn, Straßenbahn), spezielle Lokomotivdepots (für Lokomotiven) und Busdepots (für Omnibusse). Bei Flugzeugen wird vom Hangar gesprochen, Schiffe stehen im Hafen (Binnenhafen, Seehafen).

## Bilder

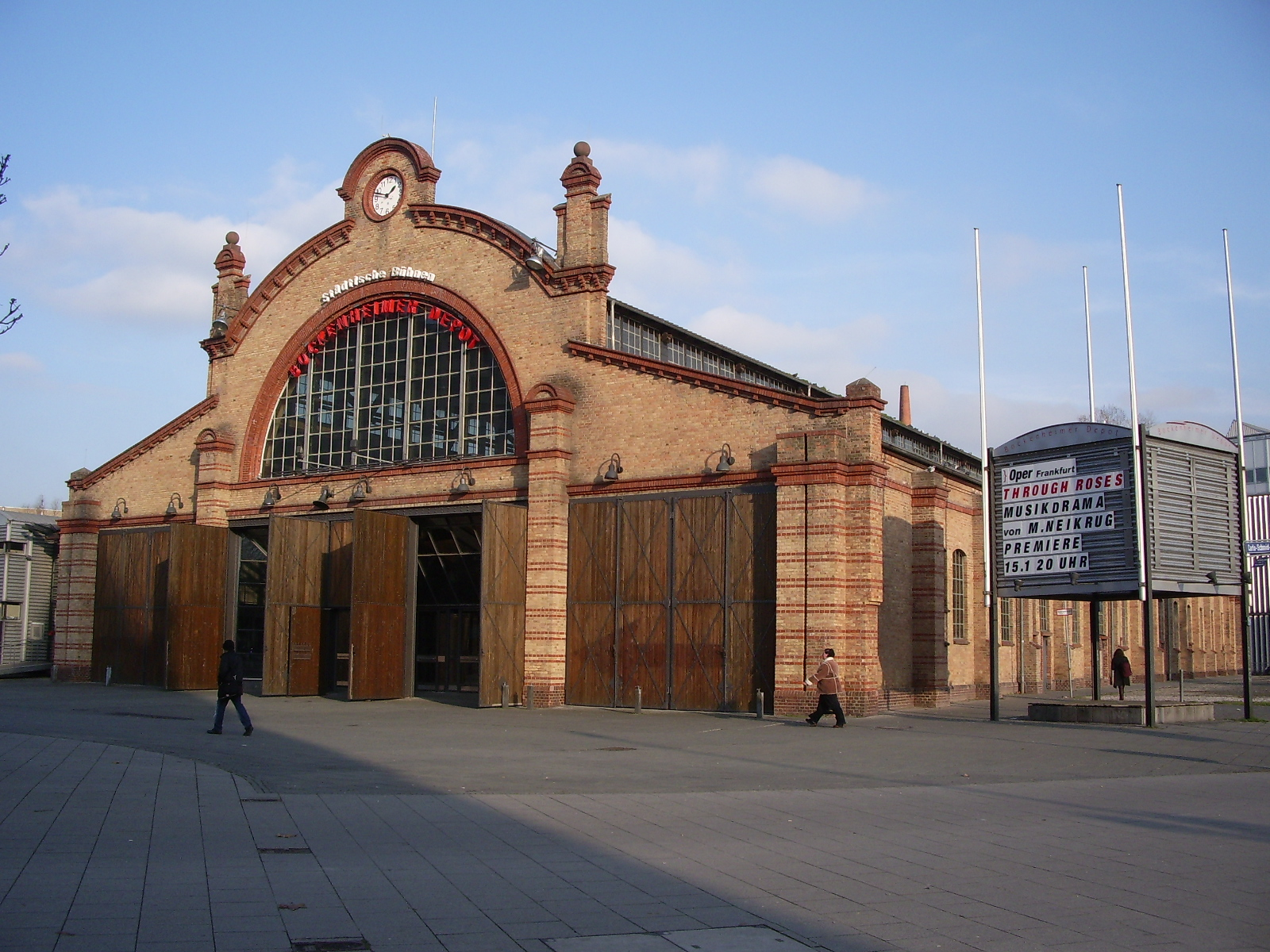
Das ehemalige Straßenbahndepot Frankfurt-Bockenheim
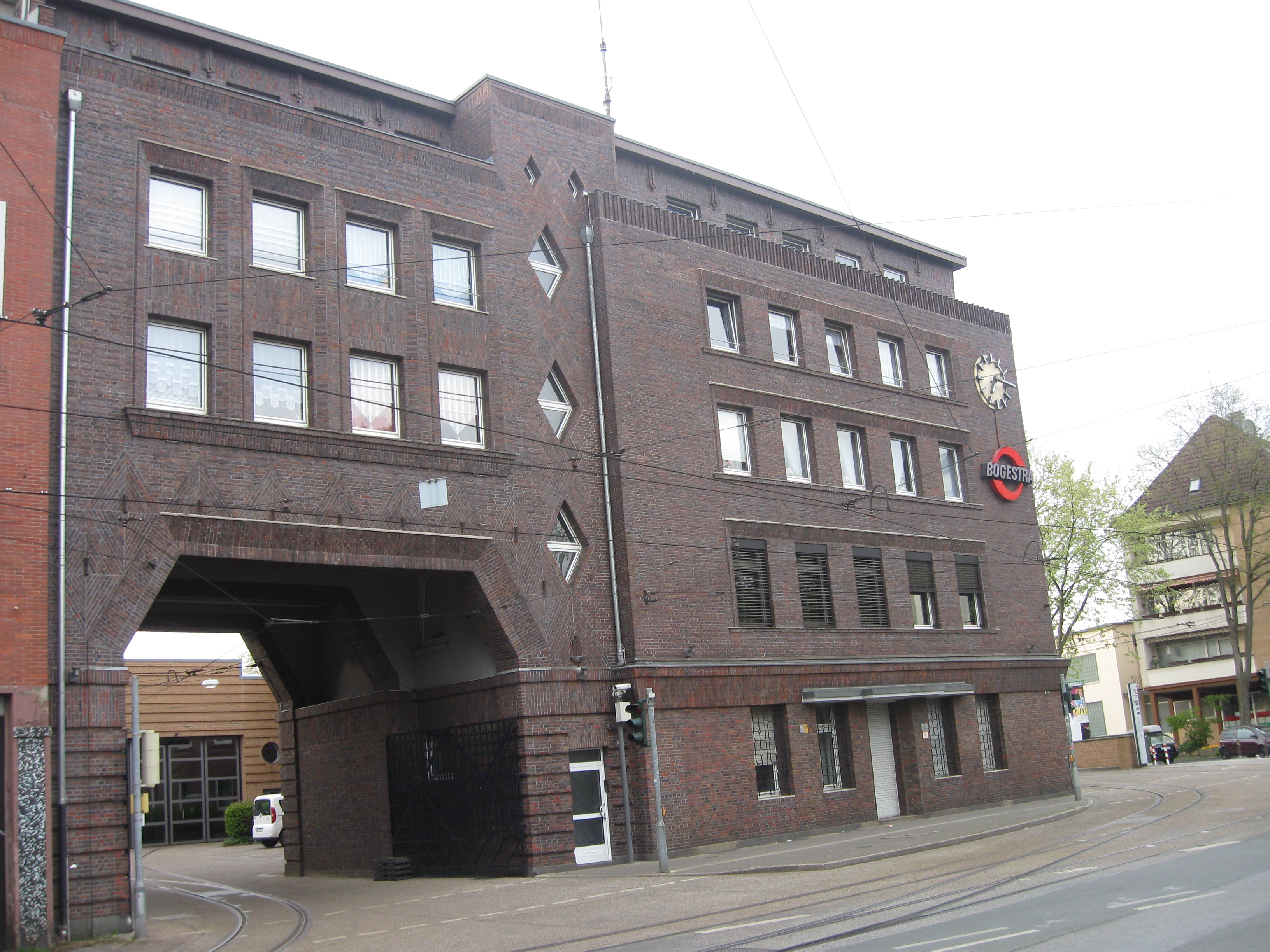
Torbau des Straßenbahndepots der BOGESTRA in Gelsenkirchen (Entwurf von Josef Franke)
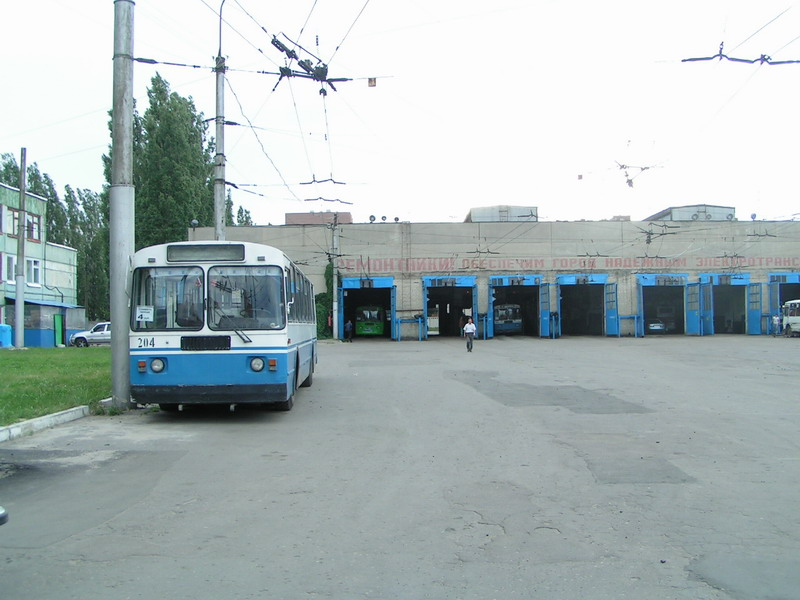
Oberleitungsbus-Depot in Woronesch
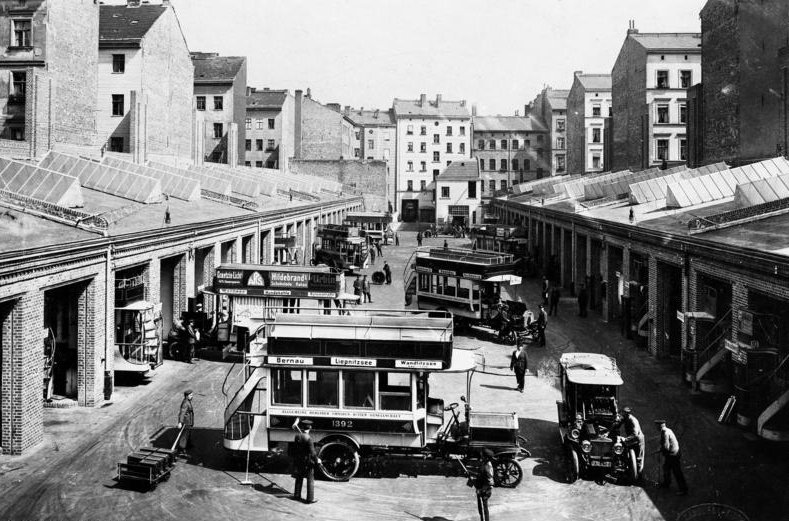
Omnibusdepot der ABOAG in Berlin-Kreuzberg
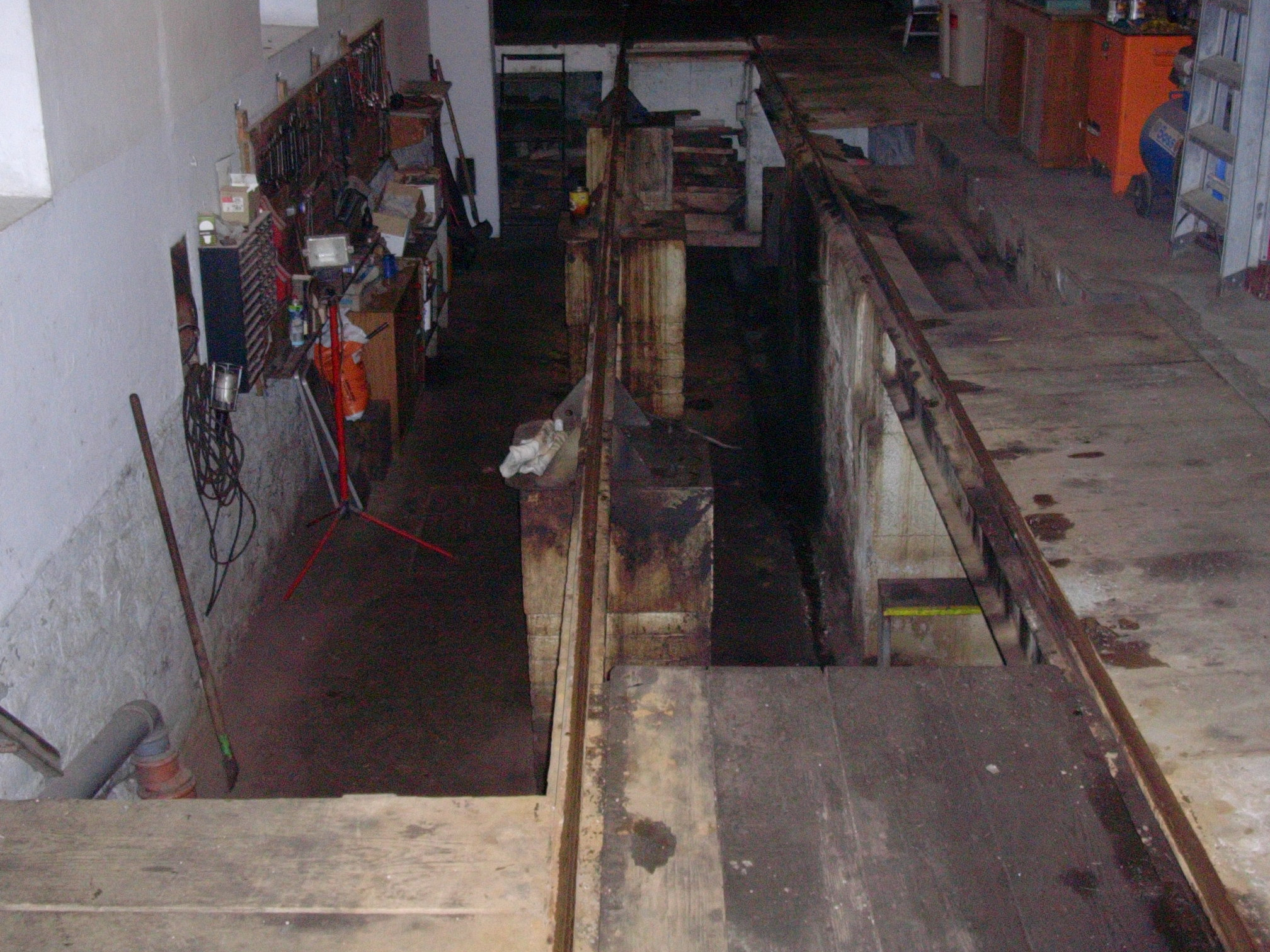
Werkstattgrube im Depot der Straßenbahn Gmunden
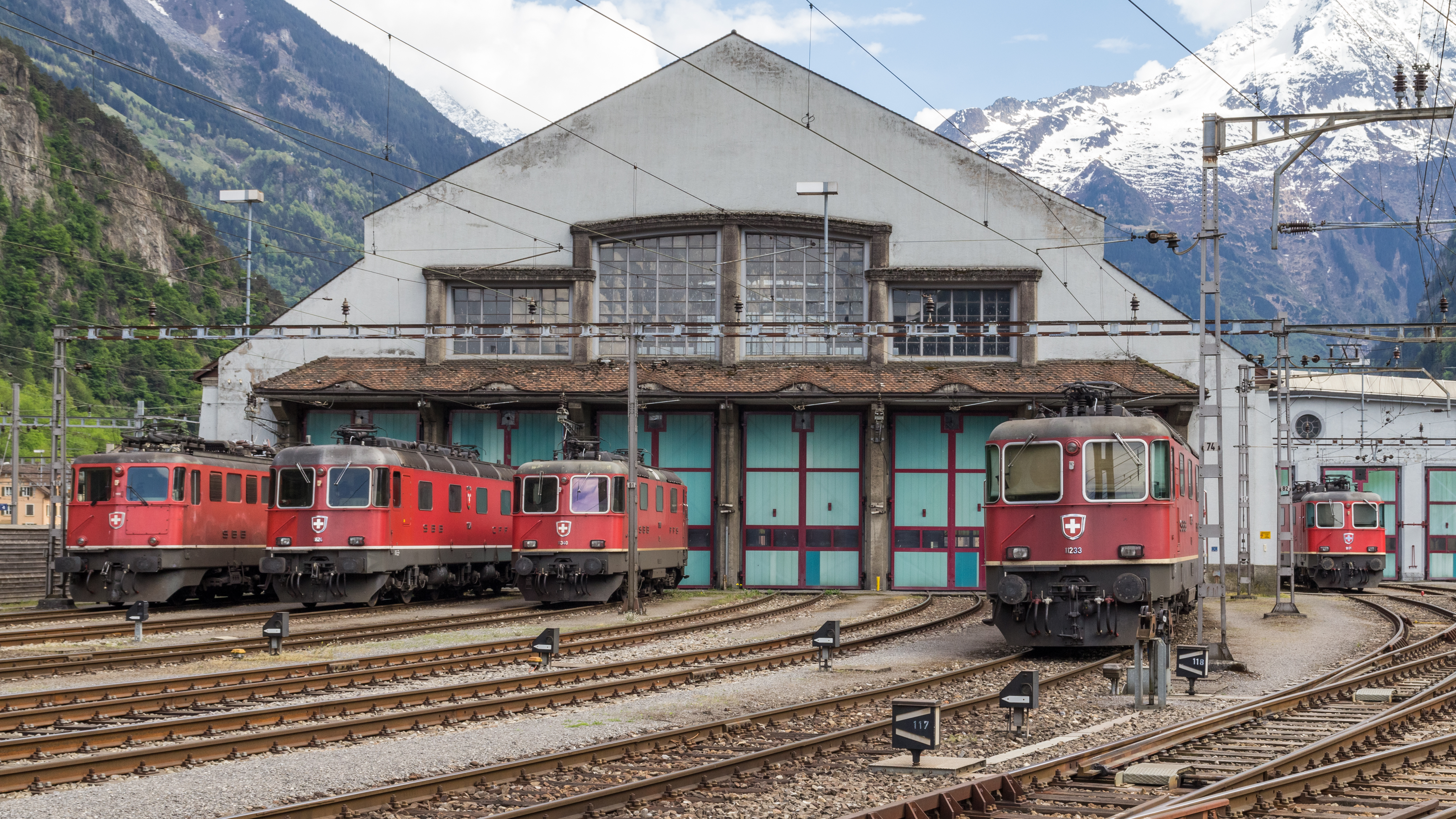
Lokremise Erstfeld/Kanton Uri
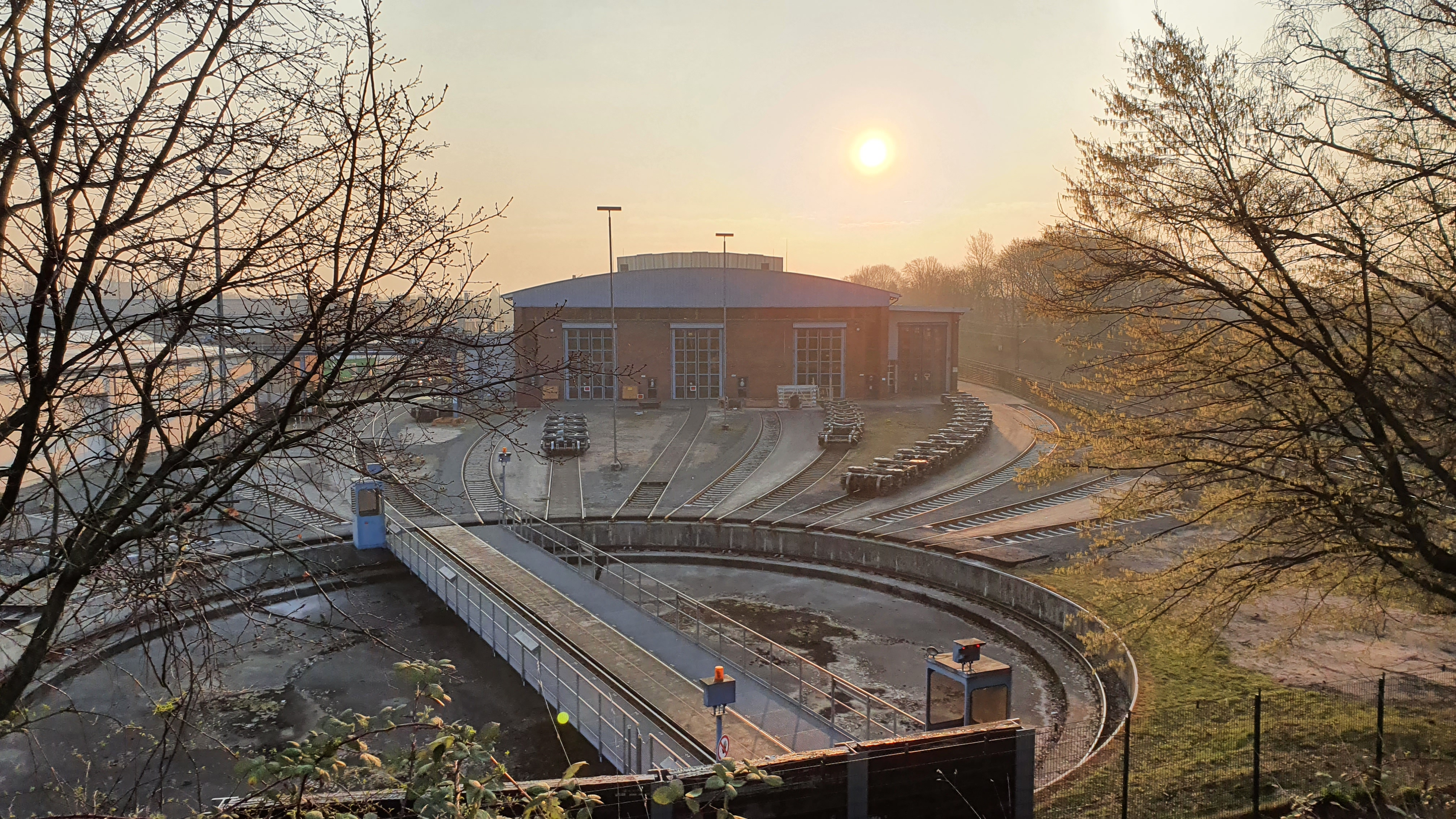
Depot der Deutschen Bahn in Krefeld

## Abgrenzung
Waren werden in einem Konsignationsdepot oder Zwischenlager gelagert.